# Пономаренко Сергій Олексійович
Пономаренко Сергій Олексійович (рос. Пономаренко Сергей Алексеевич) — український актор.

## Життєпис
Народився 2 квітня 1951 р. в родині службовців. 
Закінчив Київський державний інститут театрального мистецтва ім. І. Карпенка-Карого (1978).
В даний час — заступник генерального діректрора Державного спеціалізованого підприємства «Укртелефільм».
Член Національної Спілки кінематографістів України.

## Фільмографія
Акторські кінороботи:
- «Дивна відпустка» (1980, т/ф, 3 с)
- «Повернення Баттерфляй» (1982)
- «Гонки по вертикалі» (1983, т/ф, 3 а)
- «Вир» (1983)
- «Вантаж без маркування» (1984, «Лисий»),
- «Контрудар» (1985, Єпішев)
- «Наближення до майбутнього» (1986, головний інженер)
- «Важко бути богом» (1989)
- «Тепла мозаїка ретро і ледь-ледь» (1990)
- «Ай лав ю, Петровичу!» (1991, Федір)
- «Ніагара» (1991, офіціант)
- «Серця трьох» (1992, полісмен)
- «Америкен бой» (1992, Дикий)
- «Заручники страху» (1993)
- «Слід перевертня» (2001) та в інших фільмах...